# Rivière Ignace
Pour les articles homonymes, voir Ignace.
La rivière Ignace est un affluent du lac Désert (lequel constitue le plan d’eau de tête de la rivière Désert), coulant au nord de la rivière des Outaouais, dans la région administrative de l'Outaouais, au Québec, au Canada. Le cours de la rivière Ignace fait partie de la Zec Bras-Coupé–Désert (zec) et traverse les municipalités régionales de comté (MRC) de :
- Pontiac (municipalité régionale de comté) : territoire non organisé du Lac-Nilgaut (canton de Lorraine) ;
- La Vallée-de-la-Gatineau : territoire non organisé de Lac-Pythonga (cantons de Hainaut, de Picardie et de Maine).

Ce cours d’eau coule entièrement dans une petite vallée en zone forestière. Cette zone est sans villégiature.
La surface de la rivière Ignace est généralement gelée de la mi-décembre jusqu’à la fin mars.

## Géographie

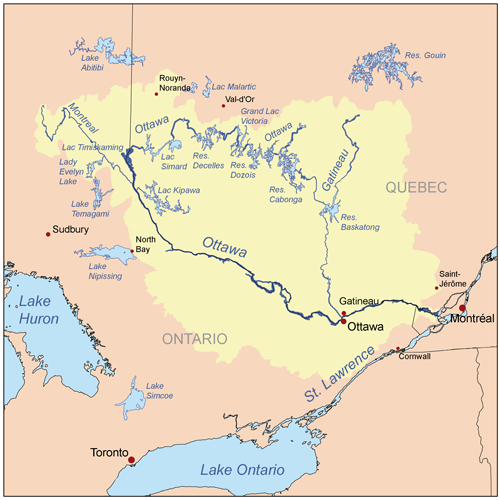
Bassin hydrographique de la rivière des Outaouais.

La rivière Ignace prend sa source dans le à l’embouchure d’un lac Doolittle (altitude : 404 m), dans le territoire non organisé de  Lac-Pythonga. Ce lac chevauche les anciens cantons de Dauphiné et de Lorraine. L’embouchure de ce lac est située au nord-ouest du centre du village de Maniwaki, au nord-ouest de la confluence de la rivière Gatineau et au nord-ouest de la confluence de la rivière Ignace.
À partir de l’embouchure du lac Doolittle, la rivière Ignace coule sur environ 47 km, selon les segments suivants :

### Partie supérieure de la rivière Ignace
- vers le nord-est, jusqu’à la limite du canton de Hainaut ;
- vers l'est en traversant le lac Harkin (altitude : 358 m) sur sa pleine longueur, puis revenir à la limite du canton de Lorraine ;
- vers l'est en chevauchant la limite des cantons de Hainaut et de Lorraine ;
- vers le sud-est dans le canton de Lorraine, en traversant deux lacs sur leur pleine longueur, soit le lac Pelletier (altitude : 327 m) et le lac Gallia, jusqu’à l'embouchure de ce dernier ;
- vers le sud-est en traversant deux lacs sur leur pleine longueur, soient le lac Cassel (altitude : 326 m) sur 3,9 km et le lac Yellow (altitude : 312 m) sur 2,1 km, jusqu’à la limite du canton de Picardie ;
- vers le sud-est dans le canton de Picardie en traversant le lac Dupont (altitude : 355 m) sur sa pleine longueur, jusqu’à la rive sud-ouest du lac Gagamo ;

### Partie inférieure de la rivière Ignace
- vers le sud-est en traversant la partie sud du lac Gagamo (altitude : 280 m) et en passant sous le pont d’une route forestière, jusqu’à l’embouchure du lac ;
- vers l’est, jusqu’au fond d’une baie de la rive ouest du lac Croche ;
- vers le sud-est, en traversant le lac Croche (altitude : 280 m) sur sa pleine longueur, jusqu’au pont d’une route forestière situé à l’embouchure du lac ;
- vers le sud-est, en traversant le lac Ignace (altitude : 260 m) sur sa pleine longueur, jusqu’à son embouchure ;
- vers le sud-est, jusqu’à la limite du canton de Maine ;
- vers l'est dans le canton de Maine, jusqu’à la confluence de la rivière[2].

La rivière Ignace se déverse dans la baie Fournier sur la rive ouest du lac Désert. Ce lac constitue le plan d’eau de tête de la rivière Désert ; après un parcours en serpentinant, cette dernière se déverse à son tour dans la rivière Gatineau. Cette confluence de la rivière Ignace est située :
- au nord-ouest de la confluence de la rivière Désert ;
- au sud-est de la Baie Mercier du Réservoir Baskatong ;
- au nord-ouest du centre-ville de Maniwaki ;
- au sud de la confluence de la rivière Gatineau.

## Toponymie
Le toponyme Rivière Ignace a été officialisé le 5 décembre 1968 à la Commission de toponymie du Québec, soit lors de la création de la Commission .